# Trotocraspeda
Trotocraspeda là một chi bướm đêm thuộc họ Geometridae.